# La Rabeia
La Rabeia és una colònia tèxtil del municipi de Balsareny (Bages) inclosa en l'Inventari del Patrimoni Arquitectònic de Catalunya.

## Descripció
La colònia està situada a la comarca del Bages, entre Navàs i Balsareny, dins el terme municipal d'aquest segon, a una altitud de 340 m.
La colònia respon a l'estructura típica de colònia tèxtil. A més de la fàbrica, la resclosa i el canal per proporcionar l'energia necessària per fer moure les màquines, comprenia els habitatges per als obrers i una sèrie de serveis i equipaments. Els propietaris feren construir l'anomenada torre de l'amo, el pis del director, espais de lleure com el cafè i la sala de ball, i serveis com la botiga. Els primers habitatges per als treballadors donaren forma als carrers del Tap i la Placeta, que actualment ja no existeixen.

## Història
Els orígens d'aquesta colònia se situen en l'any 1868, quan Jaume Vila i Soldevila demanà permís al Govern Civil per aprofitar un salt d'aigua situat als afores de Balsareny. La seva intenció era utilitzar aquesta font d'energia per posar en funcionament una fàbrica de filats i teixits. L'any 1872 el mateix Jaume Vila comprà uns terrenys, al nord del castell de Balsareny i a prop del salt d'aigua, per edificar-hi la fàbrica. Aquestes terres les comprà a Jaume Rabeya i Casaldàliga, propietari del mas Rabeia, documentat des del 1368 i que acabà donant nom a la colònia.
La Fàbrica es posà en funcionament l'any 1880. A més de les instal·lacions industrials s'hi construïren una vintena d'habitatges per als treballadors i la casa del director.
Aquestes cases, situades just al costat de la fàbrica, són del tipus industrial, de tres plantes. Des de l'any 1885, en què es va inaugurar el ferrocarril de Manresa a Puig-reig, es disposava d'un baixador per la Rabeia.
Posteriorment, des de mitjans del segle xx, s'han construït pels volts de la Rabeia habitatges aïllats, alguns dels quals són unitats agràries.
La crisi del sector va afectar sobretot a partir del 1977, any en què la fàbrica es va acollir al pla de reestructuració.
La fàbrica de La Rabeia es va mantenir en funcionament fins a l'any 1993. La crisi del tèxtil i la decadència del model de vida de les colònies industrials van acabar provocant-ne el tancament.